# Confederación Nacional del Trabajo
La Confederación Nacional del Trabajo (CNT) es un sindicato anarquista español, el cual desempeñó un papel fundamental en la consolidación del anarquismo en España en el primer tercio del siglo XX, creando un contraste con el resto de países donde el movimiento anarquista tuvo alguna incidencia, pero en declive por aquella época. Entre las agrupaciones políticas socialistas o de izquierda de España, la CNT —tanto la histórica (1910 a 1939) como su sucesora legal (1977) y otras informales— se ha caracterizado por la propuesta de una colectivización democráctica de la economía y la sociedad. 
Fundada en Barcelona el 1 de noviembre de 1910 en el desaparecido Palacio de Bellas Artes, a partir de grupos organizados en torno al sindicato Solidaridad Obrera, las peticiones de dicha inauguración fueron hechas por el secretario general Anselmo Lorenzo Asperilla y el portavoz Francesc Ferrer y Guàrdia, aunque ya que Guàrdia no pudo asistir -pues fue ejecutado por pena de muerte un año antes de su realización-, Salvador Seguí fue en su lugar como representante de dicho sindicato.
En aquel encuentro se recogió el testigo del movimiento anarquista español que se traza desde la creación de la Federación Regional Española, más tarde Federación de Trabajadores de la Región Española, organización que sucedió a la sección española de la Primera Internacional. Sin embargo, en su fundación CNT acogía una variedad de facciones socialistas en pugna y no fue oficialmente una organización anarcosindicalista hasta 1919. En 1922 fue miembro fundador de la organización sindical internacional Asociación Internacional de los Trabajadores (AIT). De 1923 a 1930 estuvo ilegalizada por la dictadura de Primo de Rivera. Su influencia dentro del movimiento obrero español hasta la finalización de la guerra civil le permitió alcanzar una capacidad de movilización que le ayudó a apoyar o encabezar huelgas como la de 1917, la de La Canadiense o la Revolución de Asturias de 1934. Esta influencia le permitió alcanzar una capacidad de movilización de masas que la llevó a pasar de ser un sindicato a convertirse en uno de los actores importantes durante la guerra civil española. Durante ese conflicto defendió la revolución que se dio en el bando republicano y colaboró en los diferentes órganos de gobierno asumiendo 4 ministerios, lo que creó graves contradicciones y disputas internas. Al ser derrotado el bando republicano y con la ilegalización de la CNT en la dictadura de Francisco Franco, dirigentes y militantes de la CNT se dispersaron e intentaron mantener la organización en pie; sin embargo, se dieron varias escisiones y una dualidad entre la «CNT del interior» y «CNT del exilio». Con el inicio de la Transición Española, agrupaciones que se identificaban con la Confederación Nacional del Trabajo histórica se organizan, unifican y en 1977 solicitan su legalización dentro de España. La participación en los comités de empresa produce una escisión en 1979 y otra 1983 que en conjunto provocaron la salida de una parte importante de sus militantes, que se reagruparon en 1984 en la «CNT Renovada». En la disputa judicial entre ambas organizaciones llamadas CNT, la CNT de 1984 perdió el uso legal de las siglas y debió cambiar su nombre a Confederación General del Trabajo (CGT), mientras la CNT de 1977, conservó el registro legal de las siglas históricas.

## Historia

### Antecedentes

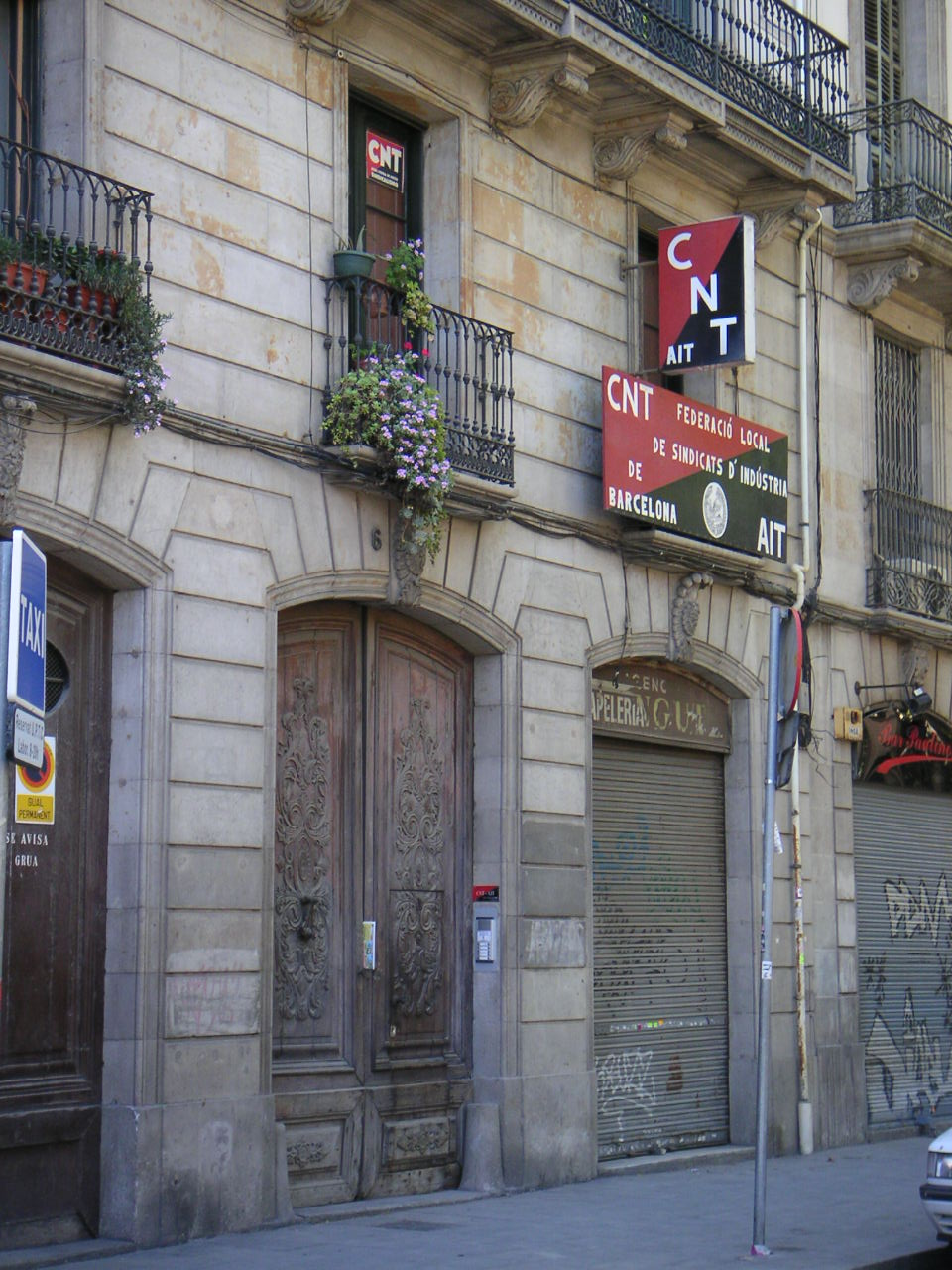
Un local de la CNT en Barcelona.

El nacimiento de la CNT como ente confederal de toda España fue fruto de dos factores principalmente:
- Una cantidad considerable de sociedades de resistencia esparcidas por España que no querían integrarse en la UGT, pues entendían que sus tácticas sindicales eran las más adecuadas. Estas sociedades tenían un núcleo principal en Cataluña, donde ya se había formado una confederación regional, Solidaridad Obrera.[10]
- Un cambio de mentalidad en algunos sectores del anarquismo español que creyeron conveniente el uso de los sindicatos como herramienta de resistencia y lucha.[11]

Como heredera de Solidaridad Obrera, en su seno se encontraron multitud de influencias, de las que se podrían destacar: el socialismo, el anarquismo y el sindicalismo revolucionario. De estas tendencias, las que mantuvieron principalmente su presencia dentro de la confederación fueron el anarquismo y el sindicalismo revolucionario. Los elementos socialistas no vieron con buenos ojos una organización que compitiese a nivel estatal con la UGT y abandonaron la confederación antes de su fundación. Se debe mencionar también el radicalismo. Esta influencia se debe al prestigio que Lerroux tenía entre el proletariado catalán. Sin embargo, tras los sucesos de la Semana Trágica, este fue rechazado por la confederación sirviendo como base para el posterior apoliticismo de esta.

### De 1910 a 1923
La CNT nace en el año 1910, entre los días 30 de octubre y 1 de noviembre, en Barcelona. Este nacimiento fue fruto del segundo congreso del sindicato catalán Solidaridad Obrera con el objetivo de constituir una fuerza alternativa al sindicato mayoritario por entonces, la socialista UGT. La CNT comenzó siendo modesta: 96 sociedades presentes en el congreso y 46 adhesiones, estas agrupaban alrededor de 30 000 afiliados. Este congreso estaba planeado para 1909, pero tuvo que retrasarse a causa de la Semana Trágica. En este congreso se llegaron a los siguientes acuerdos, agrupados por su contenido:
- De carácter orgánico: creación de una confederación nacional, organización por sindicatos y federaciones de oficio y la elaboración de un reglamento de funcionamiento interno.[17]
- De carácter ideológico: significado ideológico de la creación de la CNT, definición sindicalista revolucionaria y la cuestión táctica.[18]
- De carácter reivindicativo: abolición del trabajo a destajo y los alquileres abusivos, así como reivindicación de la jornada de ocho horas, el trabajo de la mujer[b] y el salario mínimo.[20]

La creación de la CNT no se planteó como una organización que rivalizase con la UGT; al contrario, uno de los puntos que se tratarían en sucesivos congresos fue la unión, fusión u absorción de una central por la otra como una forma de unir a todo el movimiento obrero de entonces. La reacción de la UGT fue diversa: algunas publicaciones socialistas saludaban a la naciente confederación con respeto mientras que otras atacaban su nacimiento como una barrera para la unificación de la clase trabajadora.
Los días 8, 9 y 10 de septiembre de 1911 se celebra el congreso de Bellas Artes, siendo el congreso en el que la confederación recibe definitivamente su nombre. Este congreso no hay que entenderlo como diferenciado del de 1910, sino como una consecución en un proceso de constitución orgánica. En este segundo congreso, donde volvieron a tratarse temas como la sindicación de la mujer, la estructura orgánica o el trabajo a destajo, también se tomaron otros acuerdos:
- De carácter orgánico: creación de un diario nacional, sindicación de los inválidos, educación racionalista, la asistencia a detenidos sociales, el gasto de los congresos o la presencia de organizaciones no federadas a los congresos.[24]
- De carácter ideológico: campañas de propaganda, el rechazo del sindicalismo de base múltiple, la contratación colectiva, la domiciliación de los sindicatos en locales de entidades políticas, la actitud a tomar ante un movimiento revolucionario político, la huelga general y la unificación con la UGT.[25]
- De carácter reivindicativo: la nivelación de jornales, el salario mínimo, la jornada máxima y la abolición del trabajo a destajo.[26]

Tras este congreso se declara una huelga general, este hecho provoca que el sindicato sea ilegalizado. Las vacilaciones de la UGT y la poca utilidad que demostró la Conjunción Republicano-Socialista durante este movimiento ampliaron el apoliticismo de la CNT y consolidó la acción directa como eje de sus tácticas sindicales. Durante este tiempo de clandestinidad, que finalizó con un indulto en 1913, la actividad de la confederación se redujo a los grupos anarquistas que mantuvieron en sus publicaciones las tesis sindicalistas. Hay que mencionar también a la FNOA, que mantuvo sus tesis dentro del mundo campesino.
A partir de 1913 comienza a reorganizarse la regional catalana, y en 1915, a raíz del congreso de la Paz en Ferrol, se comienza la reconstrucción en toda España. Este proceso tendrá su culminación en 1919, en el Congreso del teatro de la comedia. Teniendo en cuenta que en 1915 contaba con unos 30 000 afiliados y en 1918 con 114 000, se puede ver lo vertiginoso del proceso. Durante este periodo uno de los mayores problemas internos que tuvo fue la formación de los cuadros y comités.
A partir de 1916 la CNT y la UGT tuvieron acercamientos mutuos a raíz de la campaña por el encarecimiento de las subsistencias. En primer lugar convocaron una huelga general de 24 horas y más adelante se establece un pacto de acción conjunta con este sindicato. El pacto fue firmado por: Ángel Pestaña, Salvador Seguí y Ángel Lacort por la CNT; Largo Caballero, Besteiro y Vicente Barrio por la UGT. Al año siguiente, ambas organizaciones convocan conjuntamente la huelga general de 1917.

#### Huelga de La Canadiense
A partir de 1918 la CNT se fortaleció por una crisis en la industria catalana, lo que llevó a muchos obreros a afiliarse al sindicato. El sindicato tuvo un papel fundamental en el desarrollo de la huelga de La Canadiense. Como consecuencia de la nueva organización de la confederación regional catalana en sindicatos únicos, la huelga fue un éxito, llegando a conseguir en España la jornada laboral de ocho horas, reivindicación histórica del movimiento obrero internacional. A raíz de la importancia que la CNT estaba adquiriendo en España en general y en Cataluña en particular, la patronal catalana se organizó y realizó numerosas acciones para tratar de frenar y desarticular el auge de la confederación. Fue destacada la huelga también en el Puerto de Valencia, un espacio entonces cenetista apoyado por los trabajadores metalúrgicos, estibadores y toneleros. Sus acciones violentas en 1919 implicaron el uso de bombas caseras de latas, pólvora y mecha. Tras la huelga de La Canadiense se llevó a cabo otra huelga por la excarcelación del resto de presos políticos, saliendo victoriosa la patronal. Tras ello vinieron periodos represivos y un lock out que mermó a la regional catalana. Es en este periodo cuando el pistolerismo comienza a hacer mella entre los obreros, ante los que articularon los grupos de acción anarquista.
En 1919 se desarrolla el congreso de La Comedia. A este congreso asisten más de 450 delegados en representación de casi 800.000 afiliados. Durante el congreso se acuerda una declaración de principios en la que el anarcocomunismo se plantea como finalidad; también, en cuanto a las tácticas, se adopta un dictamen que defiende la acción directa, rechazando todo tipo de arbitraje, y el empleo del sabotaje. Por último se estudió la posibilidad de la fusión de la confederación con la UGT para contribuir a una mayor unidad del movimiento obrero español. Finalmente se rechaza esta idea. En el mismo congreso se aprueba la vinculación provisional de la CNT a la Tercera Internacional. Vinculación que, tras la visita de Ángel Pestaña a la URSS, y por consejo de este, finalizará en 1922.

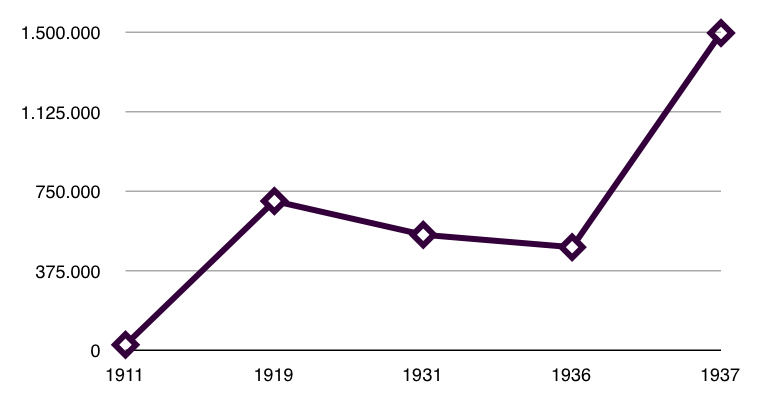
Evolución del número de afiliados a la CNT entre los años 1911 y 1937.

En 1922 se forma en Berlín la Asociación Internacional de los Trabajadores, organización a la que se adhiere la CNT. En 1923, con la imposición de la dictadura de Miguel Primo de Rivera, el sindicato es ilegalizado.

### La dictadura de Primo de Rivera
El general Miguel Primo de Rivera aplicó una política completamente diferente a la CNT y a la UGT. Mientras que intentó atraerse a los socialistas, provocando una división en su seno entre los partidarios y los contrarios a la colaboración con la dictadura, sometió a la CNT a una represión implacable.
Las primeras medidas que tomó el Directorio militar estuvieron encaminadas a controlar a los Sindicatos Únicos de la CNT, dominantes en Cataluña, al exigir que presentaran sus estatutos, registros y libros de contabilidad, lo que también sirvió de coartada para cerrar sedes societarias y encarcelar y desterrar sin juicio a sus representantes, valiéndose de los poderes de excepción del estado de guerra. Ante esta presión muchas organizaciones obreras, como la Federación local barcelonesa de la CNT, optaron por pasar a la clandestinidad. En Sevilla fueron detenidos y desterrados Pedro Vallina y otros miembros del Comité Nacional de la CNT, que se había trasladado a esa ciudad andaluza en agosto de 1923. Una de las consecuencias de la "virtual clandestinidad en que estaba sumida la dirección cenetista" fue la radicalización de la misma como lo confirmaron los Plenos regionales de Mataró del 8 de diciembre de 1923, de Granollers del 30 de diciembre y de Sabadell del 4 de mayo de 1924.
En mayo de 1924, aprovechando la oportunidad que brindó el asesinato el 7 de mayo del verdugo de Barcelona, los Sindicatos Únicos fueron prohibidos —y el diario de la CNT Solidaridad Obrera cerrado–, lo que supuso el hundimiento de la CNT, especialmente en Cataluña, donde estaba muy debilitada a causa de la intransigencia patronal, la acción de los Sindicatos Libres, la brutal represión, el pistolerismo y las pugnas internas de los "años de plomo" (1919-1923). Al mes siguiente, junio de 1924, era detenido el nuevo Comité Nacional de CNT establecido en Zaragoza, "lo que impidió de forma permanente el funcionamiento regular del sindicato a escala nacional".
La implacable represión a la que sometió la dictadura a la CNT suscitó un duro debate interno entre los sindicalistas, como Joan Peiró o Angel Pestaña, que abogaban por buscar fórmulas que permitieran a la CNT actuar en la legalidad; y los anarquistas "puros" como Diego Abad de Santillán y Emilio López Arango, que acusaban a Peiró y a Pestaña de "reformistas" y que defendían la "acción directa" y el espontaneísmo revolucionario de las masas. Estos últimos encontraron un amplio respaldo entre los cenetistas exiliados en Francia, que en febrero de 1924 constituyeron en París un Comité de Relaciones Anarquistas que proponía el asalto al Estado por medio de un "Ejército revolucionario", por lo que fueron motejados por los sindicalistas con el sobrenombre burlón de "anarcobolcheviques".
La primera "acción directa" organizada por el Comité de Relaciones Anarquistas fue un intento de invasión de España desde Francia por Vera de Bidasoa (Navarra) y por la frontera catalana, que tuvo lugar a principios de noviembre de 1924, y que fue acompañado del intento de asalto del Cuartel de las Atarazanas y de la Maestranza de Artillería de Barcelona. Las dos operaciones resultaron un completo fracaso, porque al parecer la policía española estaba informada de ellas. El 7 de noviembre hubo un enfrentamiento armado en Vera de Bidasoa en el que murieron dos guardias civiles, un carabinero y tres insurrectos, y tres más resultaron heridos. Fueron detenidos catorce revolucionarios, y el resto logró huir a Hendaya, donde la Gendarmerie arrestó a veinte españoles y a un francés. En cuanto al grupo que debía invadir España por Cataluña, que estaba dirigido por Francisco Ascaso y Juan García Oliver, fueron interceptados por la Gendarmerie, que había sido alertada por la policía española, cuando intentaban cruzar la frontera, siendo detenidos 22 insurrectos, mientras el resto conseguía escapar. Los dirigentes anarquistas que lograron huir abandonaron Francia y buscaron refugio en Bélgica o en América Latina. Esta última fue el destino de Francisco Ascaso y Buenaventura Durruti, "Los Errantes", donde desarrollaron "una amplia labor de propaganda anarquista plagada de acciones violentas rayanas en el delito común".
El fracaso de la intentona de Vera de Bidasoa abrió el debate sobre la participación de la CNT en conspiraciones de tipo político para derribar la dictadura, lo que ahondó las diferencias entre los sindicalistas y los anarquistas "puros". En la primera discusión que tuvo lugar en el Congreso Nacional celebrado clandestinamente en Barcelona en abril de 1925, ganaron los primeros al ser aprobada la propuesta de colaboración «con cuantas fuerzas tiendan a la destrucción del régimen actual por medios violentos», aunque con la salvedad de que «estos pactos no supongan que se contraen compromisos de ningún género para limitar el alcance y desarrollo de la revolución que, en todo momento, deberemos propulsar hasta sus extremos radical y positivo». Fruto de este acuerdo fue la entrada de la CNT en el Pacto de la Libre Alianza creado por el líder catalanista Francesc Macià y que organizaría el frustrado complot de Prats de Molló.
En 1927 comenzó la ruptura interna del sector sindicalista cuando Angel Pestaña planteó como medio para recuperar la legalidad participar en las elecciones para Comités Paritarios de la recién creada por la dictadura Organización Corporativa Nacional (OCN), en los que la representación obrera estaba siendo copada por la UGT. La propuesta fue rechazada por la mayoría encabezada por Joan Peiró porque rompía con los principios "apolíticos" que definían a la CNT desde su fundación. La ruptura entre Peiró y Pestaña se consumó cuando este último fundó en Barcelona en octubre de 1929 una Unión Local de Sindicatos y Asociaciones Obreras al margen de la Federación Local de Sindicatos Únicos de Barcelona de la CNT, y cuando además se acercó a nacionalistas catalanes y republicanos para formar un frente antidictatorial. La ruptura no duró mucho tiempo porque la dimisión de Primo de Rivera en enero de 1930 impidió que la organización de Pestaña pudiera participar en la OCN, y así en marzo de aquel mismo año Pestaña y Peiró se reconciliaron.
La fractura del sector sindicalista propició el crecimiento del sector anarquista "puro" que defendía la coordinación orgánica entre la CNT y las organizaciones anarquistas. Diego Abad de Santillán en El anarquismo en el movimiento obrero (1925), propuso recurrir a la táctica de la "trabazón" aplicada por la FORA argentina —y que consistía en el establecimiento de órganos de enlace entre los sindicatos obreros y los grupos específicamente anarquistas— para asegurar el predominio anarquista en la CNT. La organización específica de carácter anarquista que aplicaría esta táctica de la "trabazón" en España fue la FAI.

Bandera de la CNT-FAI.

La Federación Anarquista Ibérica (FAI) fue fundada en Valencia el 24-26 de julio de 1927 a partir de la fusión de la Uniâo Anarquista Portuguesa, la Federación Nacional de Grupos Anarquistas de España y la Federación de Grupos Anarquistas de Lengua Española, fundada en Francia para la organización de los cenetistas exiliados. La FAI propugnaba el establecimiento de formas de representación orgánica de la misma en los órganos de gobierno de la CNT –la trabazón- para asegurar el carácter anarquista de la Confederación. Según el historiador Eduardo González Calleja, "el objetivo declarado era la conversión de la FAI en la vanguardia inspiradora del sindicato", por lo que "sus miembros actuaban como militantes de choque, y se reunían en grupos de afinidad de tres a diez miembros, organizados a escala federal de forma paralela a la CNT, con la que se coordinaban a través de los comités de relaciones y los comités mixtos [CNT-FAI] de acción".
Siguiendo la táctica de la "trabazón", la FAI controló el Comité de Acción de la CNT afincado en Badalona, que entró en conflicto con el Comité Nacional presidido por Peiró y radicado en Mataró. La FAI proponía lanzar un movimiento insurreccional en solitario, contando con el apoyo de algunos militares afines como el capitán Fermín Galán, mientras que el Comité Nacional apostaba por la participación en la conspiración encabezada por el conservador José Sánchez Guerra y que culminaría en el intento de golpe de Estado de enero de 1929. El fracaso del golpe obligó al Comité Nacional a dimitir, siendo sustituido por un Comité Nacional oficioso formado por Pestaña.

### La Segunda República
Primer bienio
Tras la proclamación de la Segunda República Española en abril de 1931 la CNT se mantuvo a la expectativa, aunque llena de reservas. Pero esa posición cambió a medida que vio cómo las medidas represivas del gobierno provisional de “plenos poderes” se cebaban con ella —como en los tiempos de la Dictadura de Primo de Rivera— y a medida que se fue promulgando la nueva y prolija legislación laboral —especialmente los "jurados mixtos" que les recordaba demasiado a los comités paritarios de la Dictadura durante la cual la CNT había sido ferozmente perseguida— que intentaba imponer el modelo sindical “corporativo” de UGT por la vía del decreto, y que la CNT consideró como un intento de restarle influencia sobre la clase obrera —y contrario a la acción directa que ella defendía— y como una traición a la verdadera revolución social.
La política de confrontación con la República tuvo repercusiones internas porque reforzó a la tendencia propiamente anarquista —identificada con la Federación Anarquista Ibérica, FAI— frente a la tendencia sindicalista, que lideraban Juan Peiró y Ángel Pestaña, que llegarán a difundir sus tesis contrarias al insurreccionalismo en un Manifiesto de los Treinta en agosto de 1931. Muchos de estos "treintistas" serán expulsados de la CNT a lo largo de 1932 y la escisión se consumará el febrero de 1933 poco después del fracaso de la insurrección del mes anterior cuyo hecho más destacado habían sido los Sucesos de Casas Viejas, con la fundación de la Federación Sindicalista Libertaria, con Pestaña como secretario general; Pestaña, acabará rompiendo con los "treintistas" “posibilistas” de Peiró, que no rechazan mantener relaciones con la FAI aunque en el campo estrictamente sindical, y fundará el Partido Sindicalista, poniendo fin así a uno de los postulados básicos del "apoliticismo" anarquista.
La primera muestra importante de la política de confrontación de la CNT fue la convocatoria en julio de 1931 de una huelga de los empleados de la Compañía Telefónica Nacional de España, una empresa subsidiaria de la norteamericana International Telephone & Telegraph Corporation, que dio lugar a sangrientos incidentes en Sevilla, donde hubo 30 muertos y unos 200 heridos. “Los anarquistas descubrieron que una República los podía tratar con la misma severidad que un Gobierno monárquico”, afirma Gabriel Jackson.
A esta huelga siguieron otras, no solo en las ciudades (como la del metal en Barcelona el 4 de agosto) sino también en el campo, donde además se produjeron ocupaciones de fincas por jornaleros en demanda de la reforma agraria. Esto culminó en la organización de un movimiento insurreccional en el Alto Llobregat (Cataluña) en enero de 1932, al que siguieron otras dos insurrecciones en 1933, la primera en enero, durante la cual se produjeron los sucesos de Casas Viejas, y la segunda en diciembre, al inicio del segundo bienio de la Segunda República Española. En aquel entonces, el núcleo principal de la CNT seguía estando en Cataluña, pero en otras regiones ganaba importancia como en Aragón (donde era mayoritario frente a UGT) o Andalucía.
El 9 de mayo de 1934 Juan García Oliver y un grupo de líderes cenetistas visitan el Palacio de la Generalidad de Cataluña. Entre los líderes figuran Carbó, Esgleas, Sanz y Herrero. El titular de prensa es sorprendente: "La C.N.T. reconoce la autoridad del gobierno de la Generalidad de Cataluña". 
Revolución de Asturias
Cuando los socialistas convocaron una insurrección en octubre de 1934 —conocida como la Revolución de octubre de 1934— la CNT no la apoyó, excepto en Asturias, precisamente el único lugar donde no fracasó. Allí la CNT se integró en la Alianza Obrera promovida por la organización obrera hegemónica la UGT y que había preparado la insurrección minuciosamente, con convocatorias de huelgas generales previas, y el aprovisionamiento de armas y de dinamita obtenidas mediante pequeños robos en las fábricas y en las minas, además del adiestramiento de grupos de milicianos. La alianza de las organizaciones obreras se había formalizado a través de la UHP con el pacto UGT-CNT de Asturias.
En la que sería conocida como la Revolución de Asturias se formó un “comité revolucionario”, dirigido por el diputado socialista Ramón González Peña que coordinó los comités locales y trató de mantener el “orden revolucionario” (en algunos sitios se llegó a suprimir el dinero), aunque no pudo impedir la ola de violencia que se desató contra propietarios, personas de derechas y religiosos.
En La Felguera, y en el barrio de El Llano de Gijón, se llegaron a dar breves experiencias de anarcocomunismo:

En la barriada de El Llano se procedió a regularizar la vida de acuerdo con los postulados de la CNT: socialización de la riqueza, abolición de la autoridad y el capitalismo. Fue una breve experiencia llena de interés, ya que los revolucionarios no dominaron la ciudad. [...] Se siguió un procedimiento parecido al de La Felguera. Para la organización del consumo se creó un Comité de Abastos, con delegados por calles, establecidos en las tiendas de comestibles, que controlaban el número de vecinos de cada calle y procedían a la distribución de los alimentos. Este control por calle permitía establecer con facilidad la cantidad de pan y de otros productos que se necesitaban. El Comité de Abastos llevaba el control general de las existencias disponibles, particularmente de la harina.
Manuel Villar. El anarquismo en la insurrección de Asturias: la CNT y la FAI en octubre de 1934

El 10 de octubre desembarcaban en Gijón tropas coloniales, mientras que desde Galicia alcanzaba Oviedo una columna al mando del general Eduardo López Ochoa. El día 14 Ramón González Peña ordenó la retirada hacia las montañas, aunque algunos grupos de milicianos se negaron a obedecer y siguieron combatiendo en las calles de Oviedo. El día 18 de octubre los insurrectos se rendían, tras las negociaciones entre el nuevo dirigente de la insurrección Belarmino Tomás y el general López Ochoa. El balance de víctimas fue de unos 1.100 muertos y 2000 heridos entre los insurrectos, y unos 300 muertos entre las fuerzas de seguridad y el ejército.
Tras la rendición las cuencas mineras asturianas fueron sometidas a una durísima represión militar, primero, y de la guardia civil, después. Hubo ejecuciones sumarias y torturas a los detenidos a causa de las cuales murieron varios de ellos. Los tribunales militares dictaron 17 sentencias de muerte, aunque solo se cumplieron dos (un sargento del ejército que se había pasado al lado de los insurrectos y un obrero acusado de varios asesinatos).
La exitosa huelga de transportes en Zaragoza, continuada por huelga general, que duró más de dos semanas, se convocó en unidad con la UGT en 1935. Sin embargo, la colaboración no cuajó en siguientes acciones.
Frente Popular
Las elecciones de 1936 tras el desmoronamiento del gobierno de Lerroux colocaron en una compleja tesitura a la CNT. Las opiniones dentro de la organización se repartían entre el tradicional abstencionismo, el dejar vía libre a los obreros para votar, o directamente a pedir el voto para el Frente Popular. Este tenía entre sus promesas electorales la amnistía para los presos.

Emblema de la CNT, con Heracles y el león de Nemea como motivo.

Tras la victoria de la izquierda en las elecciones generales de febrero de 1936 la CNT volvió a mostrar su hostilidad al gobierno "burgués" del "Frente Popular", así como la Federación Anarquista Ibérica que seguía propugnando el «método insurreccional para la conquista de la riqueza social». A primeros de mayo la CNT celebraba su Congreso Confederal en Zaragoza y allí se reafirmó en su objetivo de alcanzar el comunismo libertario y ofreció a UGT una alianza revolucionaria cuyo fin sería "destruir completamente el régimen político y social vigente", ofrecimiento que UGT no aceptó porque hubiera supuesto la ruptura inmediata del Frente Popular. Pero en el Congreso de Zaragoza también se produjo por primera vez el reconocimiento público de los errores de la táctica insurreccional y se optó por centrar las reivindicaciones en cuestiones concretas como los salarios y las condiciones de trabajo.
En el Congreso se definió de la siguiente forma el comunismo libertario:

Terminado el aspecto violento de la revolución, se declararán abolidos: la propiedad privada, el Estado, el principio de autoridad y, por consiguiente, las clases que dividen a los hombres en explotadores y explotados, oprimidos y opresores.
Socializada la riqueza, las organizaciones de los productores, ya libres, se encargarán de la administración directa de la producción y del consumo.
Establecida en cada localidad la Comuna Libertaria, pondremos en marcha el nuevo mecanismo social. Los productores de cada ramo u oficio, reunidos en sus sindicatos y en los lugares de trabajo, determinarán libremente la forma en que este ha de ser organizado.

En el Congreso también se acordaron las medidas para defender la nueva sociedad comunista libertaria instaurada tras el triunfo de la revolución «ya sea contra el peligro de una invasión extranjera capitalista, ya para evitar la contrarrevolución en el interior del país»:

El pueblo armado será la mayor garantía contra todo intento de restauración, por esfuerzos del interior o del exterior, del régimen destruido. Existen millares de trabajadores que han desfilado por los cuarteles y conocen la técnica militar moderna. Que cada comuna tenga sus armamentos y elementos de defensa, ya que hasta consolidar definitivamente la revolución estos no serán destruidos para convertirlos en instrumentos de trabajo. Recomendamos la necesidad de la conservación de aviones, tanques, camiones blindados, ametralladoras y cañones antiaéreos, pues es en el aire donde reside el verdadero peligro de invasión extranjera. Si llega este momento, el pueblo se movilizará rápidamente para hacer frente al enemigo, volviendo los productores a los sitios de trabajo tan pronto hayan cumplido su misión defensiva.

### La Guerra Civil

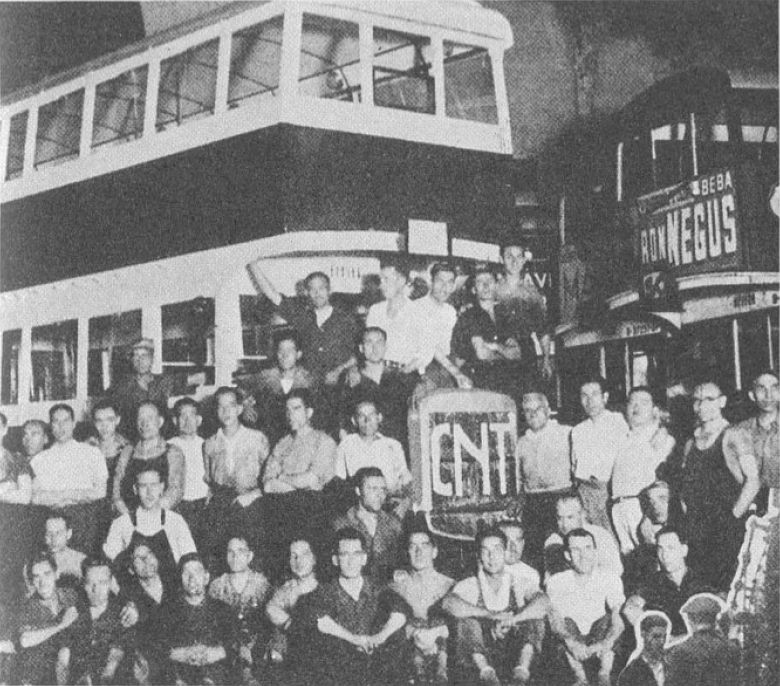
Trabajadores de una fábrica colectivizada de autobuses en Barcelona (1936). A comienzos de la Guerra Civil Española (1936-1939), muchas fábricas fueron tomadas por los sindicatos, y se estableció la autogestión de las mismas por los trabajadores.

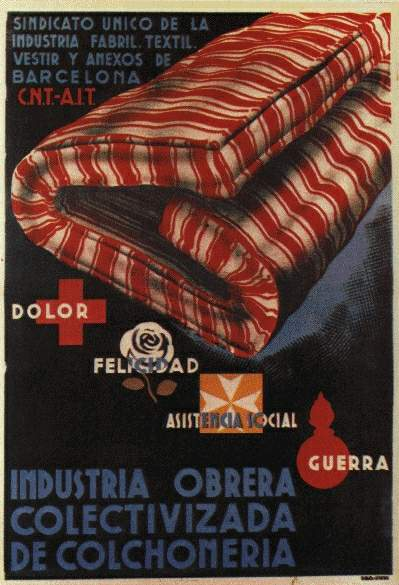
Cartel de la CNT fechado en mayo de 1937, donde se muestra una industria textil colectivizada: Industria Obrera Colectivizada de Colchonería.

Tras el fallido golpe de Estado del 17 de julio la CNT realiza diferentes acciones en diferentes ciudades y provincias. El 18 de julio desde Madrid, el Comité Nacional de la confederación declara la huelga general revolucionaria. El 19 de julio se combate en Barcelona, siendo sofocado el levantamiento tras horas de lucha entre militares sublevados por un lado y obreros, guardias civiles y guardias de asalto por el otro. Al día siguiente la rebelión es sofocada en Madrid. En Valencia la situación es idéntica que en Madrid y Barcelona, de esta manera da comienzo la Guerra Civil. Durante este periodo y hasta el final de la Guerra Civil, el sindicato colaboró con las otras fuerzas del llamado bando republicano para oponerse al bando sublevado. Esta colaboración creó grandes debates y contradicciones en la organización, llegando a formar parte del gobierno de la República con varios ministerios y altos cargos de la administración.
En Barcelona los anarquistas se hicieron con el control, colectivizando gran parte de las actividades, hecho del que fue testigo George Orwell:

Por primera vez en mi vida, me encontraba en una ciudad donde la clase trabajadora llevaba las riendas. Casi todos los edificios, cualquiera que fuera su tamaño, estaban en manos de los trabajadores y cubiertos con banderas rojas o con la bandera roja y negra de los anarquistas; las paredes ostentaban la hoz y el martillo y las iniciales de los partidos revolucionarios; casi todos los templos habían sido destruidos y sus imágenes, quemadas. Por todas partes, cuadrillas de obreros se dedicaban sistemáticamente a demoler iglesias. En toda tienda y en todo café se veían letreros que proclamaban su nueva condición de servicios socializados; hasta los limpiabotas habían sido colectivizados y sus cajas estaban pintadas de rojo y negro. Camareros y dependientes miraban al cliente cara a cara y lo trataban como a un igual. Las formas serviles e incluso ceremoniosas del lenguaje habían desaparecido. Nadie decía señor, o don y tampoco usted; todos se trataban de «camarada» y «tú», y decían ¡salud! en lugar de buenos días.
George Orwell, Homenaje a Cataluña

En agosto de 1936 cuando el frente de Aragón comenzó a estabilizarse, dos quintos de la región estaban bajo control de los rebeldes, aunque comprendiendo a la mitad de la población puesto que controlaban las tres capitales de provincia y Calatayud. A pesar de la importancia de la CNT en esta región no fue capaz de responder y la represión pronto fue acabando con la organización en las zonas controladas por el bando sublevado.
En la otra parte del Aragón dividido, el Estado republicano quedó igualmente anulado. Las milicias de la CNT que ocuparon el Bajo Teruel y Huesca, establecieron comités de defensa que sustituían a los antiguos ayuntamientos. En las zonas con mayor presencia anarquista previa a la guerra comenzó con fuerza el proceso de colectivización de la tierra. Estas primeras colectivizaciones eran voluntarias y se establecían a partir de las tierras propiedad de los miembros y las requisadas a los huidos o desaparecidos. Aquellos que quisieran mantener la propiedad de la tierra no podían contratar a terceras personas, que no fueran de su familia, y las tierras que no labraran pasaban a control de la colectividad.
George Orwell comentó acerca de las características de la nueva sociedad que se creó en las colectividades:

Yo estaba integrando, más o menos por azar, la única comunidad de Europa occidental donde la conciencia revolucionaria y el rechazo del capitalismo eran más normales que su contrario. En Aragón se estaba entre decenas de miles de personas de origen proletario en su mayoría, todas ellas vivían y se trataban en términos de igualdad. En teoría, era una igualdad perfecta, y en la práctica no estaba muy lejos de serlo. En algunos aspectos, se experimentaba un pregusto de socialismo, por lo cual entiendo que la actitud mental prevaleciente fuera de índole socialista. Muchas de las motivaciones corrientes en la vida civilizada —ostentación, afán de lucro, temor a los patrones, etcétera— simplemente habían dejado de existir. La división de clases desapareció hasta un punto que resulta casi inconcebible en la atmósfera mercantil de Inglaterra; allí sólo estábamos los campesinos y nosotros, y nadie era amo de nadie.
George Orwell, Homenaje a Cataluña

Algunas de las colectividades más importantes fueron las de Alcañiz, Calanda, Alcorisa, Valderrobres, Fraga o Alcampel. No solo se colectivizaron las tierras, sino que se emprendieron labores colectivas como la residencia de ancianos de Fraga o la recuperación de hospitales (como en Barbastro o Binéfar, La Casa de Salud Durruti); así como la fundación de escuelas. Estas obras serían destruidas durante la guerra por las tropas franquistas.

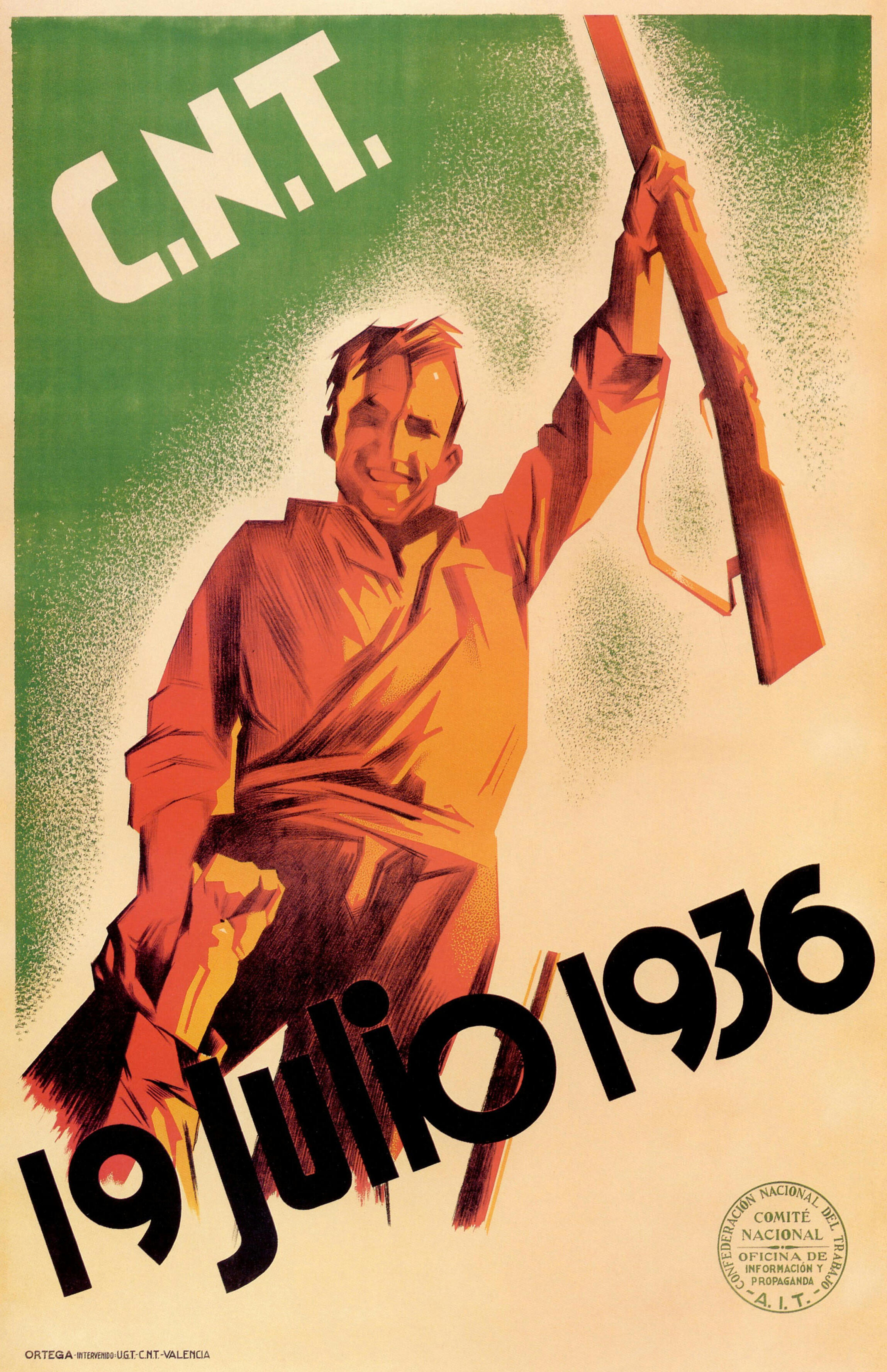
Póster propagandístico de la CNT animando a combatir en la guerra civil española.

Para proteger las nuevas organizaciones rurales el comité organiza un pleno regional extraordinario de representantes sindicales de los pueblos liderados, respaldado por Buenaventura Durruti. En contra de la opinión del comité nacional de la CNT, fundamentalmente catalán, se crea el Consejo Regional de Defensa de Aragón.
El 23 de diciembre de 1936, tras recibir en Madrid una comitiva formada por Joaquín Ascaso, Miguel Chueca y tres líderes republicanos e independientes, el gobierno de Largo Caballero en el que se habían integrado como ministros cuatro anarquistas (Joan García Oliver, Juan López, Federica Montseny y Juan Peiró), reconoce la formación del Consejo Nacional de Defensa, órgano revolucionario en que estaban representados tanto anarquistas como socialistas y republicanos, en el que la CNT disponía de dos Consejeros.
A mediados de febrero de 1937 se celebra un congreso en Caspe con el propósito de crear una federación de colectividades regional al que asisten 500 delegados que representan a 80 000 colectivistas del Aragón anarcosindicalista.
En un pleno de la CNT de marzo de 1937, el comité nacional pedía un voto de censura para la supresión del Consejo Regional. La amenaza de dimisión de todo el comité regional aragonés lo impidió. Las Jornadas de mayo en Barcelona y la caída del gobierno de Largo Caballero seguida del gobierno de Juan Negrín precipitaron el derrumbe de la experiencia anarcosindicalista.
A principios de julio las organizaciones aragonesas del Frente Popular apoyaron públicamente al Consejo a su presidente, Joaquín Ascaso. Cuatro semanas después la 11.ª División de Enrique Líster entró en la región. El 10 de agosto de 1937 el gobierno republicano establecido en Valencia disolvía el Consejo Regional de Defensa de Aragón. La división de Líster se disponía a una ofensiva en el frente de Aragón, pero también fueron utilizadas para someter a la organización anarquista y desmontar las estructuras colectivas creadas en los doce meses anteriores.[cita requerida]
Otras figuras clave de la época son Francisco Ascaso y Miguel García Vivancos.
Existió también un espíritu de revolución sexual. La organización Mujeres Libres estableció liberatorios para la prostitución en donde se daba una alternativa a las mujeres que querían dejar esa actividad. La mujer adquirió un papel que nunca había tenido en la sociedad española hasta entonces, combatiendo en el frente y trabajando en los tajos, lugares que hasta entonces les habían sido vedados. El amor libre se popularizó, aunque las suspicacias de algunos padres hicieron que se creasen los casamientos revolucionarios, ceremonias informales en las que se hacían constar los emparejamientos, y que podían ser anulados si las partes afectadas no querían continuar la relación.

### La CNT bajo la dictadura franquista
La CNT fue ilegalizada por el Bando sublevado por el Decreto 108 de la Junta de Defensa Nacional, que declaraba fuera de la ley a toda organización que combatiera a la rebelión militar, incautando para la sublevación todas sus propiedades en la zona nacional, y por el Decreto de Unificación que disolvía todas las organizaciones políticas que no estuvieran integradas en FET y de las JONS. En 1939, poco antes de acabar la guerra, el primer gobierno franquista promulgó la Ley de responsabilidades políticas, siendo ratificado por un gobierno civil el Decreto 108 de la Junta de Defensa Nacional, confirmando la ilegalización de  la organización y expropiandose sus bienes; inmuebles, material, vehículos, cuentas bancarias, empresas colectivizadas y documentación. Por aquel entonces la CNT contaba con un millón de afiliados y la infraestructura que la soportaba era amplia.
La CNT funcionó de forma clandestina dentro de España durante el franquismo, dándose también actividades de cenetistas en el exilio y siguió la lucha contra el régimen de Francisco Franco hasta 1948 a través de algunos maquis y la guerrilla urbana durante unos años más. Durante los años 1940, Sigfrido Catalá Tineo, Ramón Rufat y José Expósito Leiva son entre los que organizan la resistencia interna, la propaganda y las exfiltraciones, son arrestados o ejecutados regularmente. A partir de entonces, posturas divergentes propiciaron un debilitamiento de la organización que hizo que ésta perdiese influencia entre la población. En 1961 se revitalizó consolidándose a lo largo de las décadas de 1960 y 1970 gracias a la penetración del ideario anarcosindicalista en organizaciones obreras católicas antifranquistas como Hermandad Obrera de Acción Católica (HOAC) y Juventud Obrera Cristiana (JOC).

### Durante la Transición

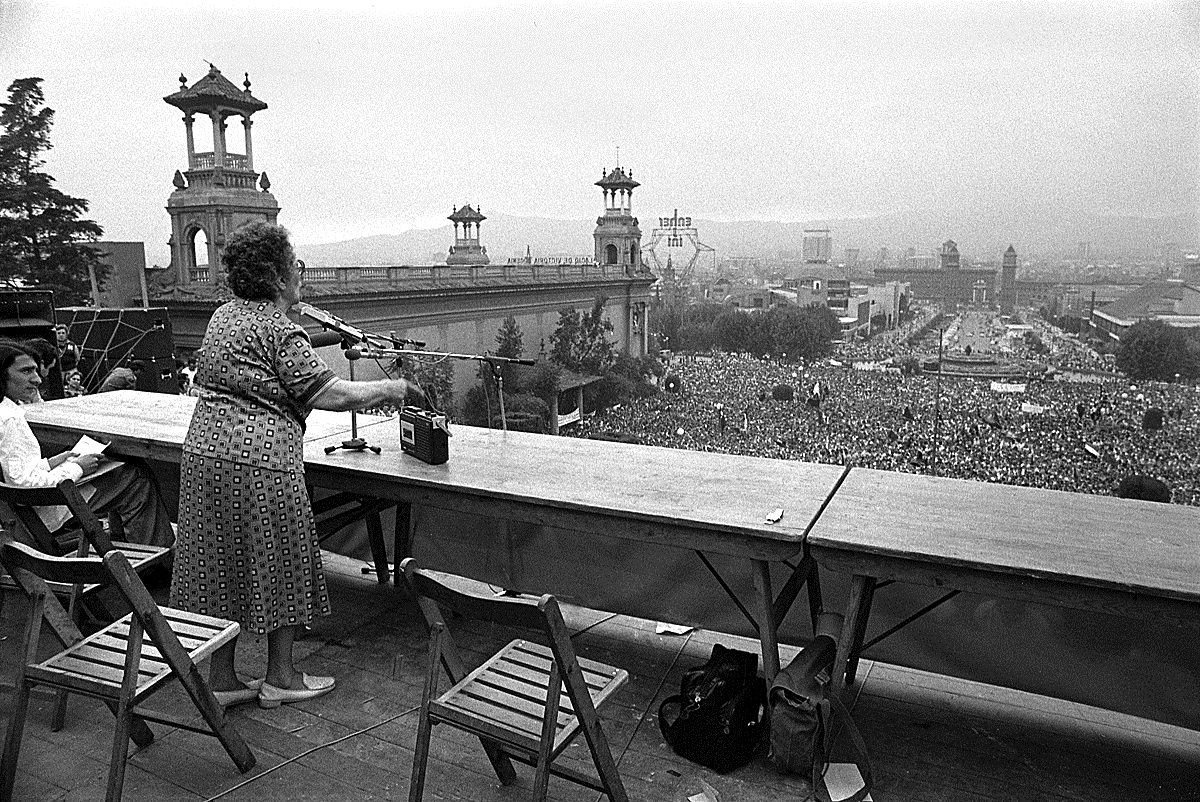
Histórico y multitudinario mitin de la CNT en Montjuïc, Barcelona, en 1977, el primero tras los 36 años de dictadura franquista. En la imagen y dirigiéndose al público se encuentra Federica Montseny, destacada militante del sindicato y antigua ministra de la II República Española, siendo la primera mujer en la historia de España que llegó a ese cargo y una de las primeras de Europa.

Tras la muerte de Franco en noviembre de 1975 y el comienzo de la Transición, la CNT celebra su primer congreso desde 1936 así como diversos mítines multitudinarios, el más destacado en Montjuïc (Barcelona)y participa en la organización de unas Jornadas Libertarias Internacionales en Barcelona celebradas en 1977. De sus conclusiones surgirán algunas de las líneas de actuación que marcan su actividad en los centros de trabajo. No participación en las elecciones sindicales, no reconocimiento de los comités de empresa, no aceptación de subvenciones estatales o empresariales, apoyo a la formación de secciones sindicales.
La CNT se vio afectada en 1978 por el caso Scala. Un incendio provocado en una sala de fiestas barcelonesa. Los cenetistas han mantenido que se buscó criminalizar a la organización:

Resultaba evidente que la policía no buscaba nada ni a nadie —ya tenían a los culpables— se trataba simplemente de amedrentar a los cenetistas y de ahuyentar de la organización a miles de trabajadores afiliados que, si bien se identificaban con la línea sindical de los anarconsindicalistas, no estaban dispuestos a llegar demasiado lejos en su adhesión, ni mucho menos a desafiar una represión policial de aquella envergadura. La cosa no era de broma, las noticias de nuevas detenciones crearon un ambiente de inseguridad en gran parte de la afiliación. Por otra parte, la certeza de la implicación de la CNT en el atentado fue afianzándose en la opinión pública, lo que provocó un serio deterioro en la imagen de la organización y de los anarquistas por extensión. Si a esto añadimos las noticias de agresiones y asaltos por parte de grupos fascistas, que en aquellos días se incrementaron de forma muy considerable, podemos hacemos una imagen aproximada de la situación. Ser libertario en aquellos momentos se convirtió en algo bastante desagradable. Los medios de comunicación lo hicieron impopular, la policía y los grupos de la ultraderecha lo hicieron peligroso.
Revista Polémica: El Caso Scala. Un proceso contra el anarcosindicalismo

En este primer congreso, celebrado en 1979 en Madrid, un sector minoritario [cita requerida], partidario de las elecciones sindicales, se escinde y pasa a llamarse CNT Congreso de Valencia (en referencia al Congreso alternativo realizado en esa ciudad) y posteriormente, perdidas judicialmente las siglas en abril de 1989, a CGT. Un año después un grupo de afiliados de la CGT se marcha de este sindicato por recibir subvenciones y funda Solidaridad Obrera (SO).
La CGT se diferencia de la CNT por su participación en las elecciones sindicales y los comités de empresa, así como por la aceptación de la figura del liberado sindical. Por ello, al margen de su participación en programas de formación, y de acuerdo a la legislación vigente, recibe las oportunas subvenciones económicas fijadas por el Estado. Más allá de personalismos, todas estas cuestiones son causa de polémica entre las dos organizaciones y la razón última que impide el entendimiento entre ambas.
En 1987 la CNT constituye la Fundación de Estudios Libertarios Anselmo Lorenzo con el objetivo de preservar y difundir la cultura libertaria.
A partir de su legalización, se inicia un movimiento para la reparación de las expropiaciones de 1939, que se concretará en la ley 4/1986 que obligaba a la devolución de los bienes incautados y el derecho a la cesión y uso de inmuebles por parte de los sindicatos. Desde entonces, la CNT viene reclamando la devolución de bienes por parte del Estado.

### De 1990 a 2015
En la década de 1990 se procedió a la ocupación de las instalaciones del Consejo Económico y Social, con sede en Madrid, organismo encargado de la repartición del patrimonio sindical acumulado. En el año 2004 se llegó a un acuerdo entre la fiscalía y la CNT por el cual el centenar de procesados por dicha ocupación quedaban libres con cargos.

En 1996 se produjo una escisión en la CNT en Cataluña, debido a la desfederación de 14 sindicatos. El grupo escindido es conocido con el nombre de CNT Joaquín Costa debido a que su actual sede es en la calle del mismo nombre en Barcelona. Actualmente quedan al menos 4 grupos activos de esta escisión, que en 2019 ingresaron en la CNT-AIT.

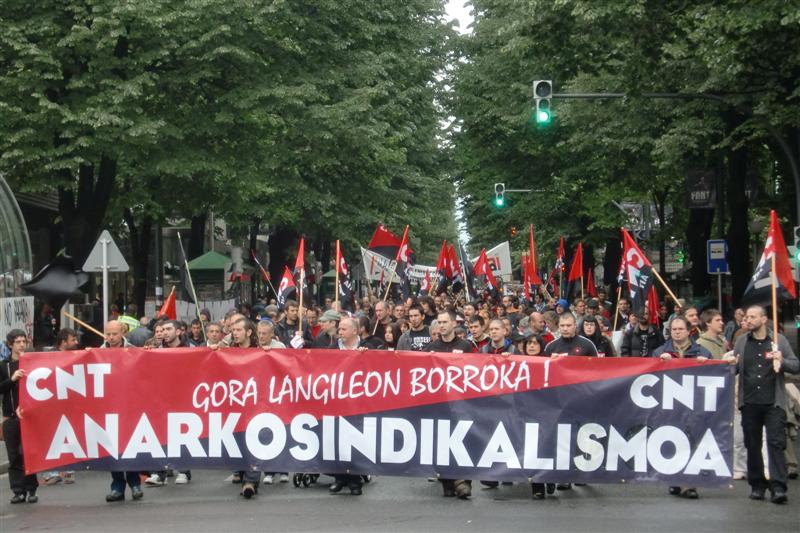
Cortejo de la CNT en la manifestación del Día Internacional de los Trabajadores de 2010 en Bilbao.

En 2002 se desarrolla una huelga de recogida de basuras en Tomares, hecho que parecía ejemplificar una situación extrapolable a toda la organización, donde estaba entrando gente nueva que quería darle un nuevo impulso.

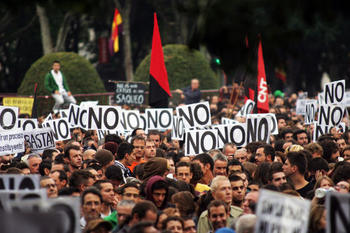
Banderas de la CNT y militantes del sindicato durante las protestas de Rodea el Congreso en Madrid.

En el año 2005, el gobierno de España continuó la devolución del patrimonio sindical incautado durante y tras la Guerra Civil a los sindicatos UGT y CNT. Desde algunos colectivos sociales y medios de comunicación, se calificó esta devolución como una muestra de favoritismo hacia la UGT, pues en 1936 la afiliación en la central anarcosindicalista era superior a la del otro sindicato y el gobierno devolvió ese año a la CNT alrededor de siete millones de euros mientras que a la UGT devolvía una cantidad mucho mayor . La CNT sigue reclamando a día de hoy la devolución de su patrimonio histórico incautado por las tropas franquistas.
En julio de 2006 se celebró el 70.º aniversario de la Revolución Española de 1936, motivo por el cual la CNT y la FAI organizaron unas jornadas conmemorativas con distintos eventos como ponencias, debates, proyecciones, exposiciones y actuaciones musicales. Actos similares se realizaron el año 2010 para conmemorar el centenario de su fundación.
Durante la primera década del siglo XXI la CNT mantuvo multitud de conflictos laborales, algunos de ellos muy duros, como la pasada Huelga de Mercadona, la huelga más larga de la historia de Cataluña. También su activa participación en la huelga del metro de Madrid, contando con el apoyo de los trabajadores y militantes de base del resto de sindicatos del metro y de gran parte del movimiento social madrileño; y organizando grandes movilizaciones huelguísticas en varios municipios andaluces en el año 2009.
En 2012, la CNT participó de forma muy activa en varias huelgas, entre ellas, la del 29 de marzo, donde hubo manifestaciones, piquetes, asambleas y mítines del sindicato en todo el estado. También cabe destacar la huelga general del 14 de noviembre de 2012 donde la CNT participó en numerosas manifestaciones, más nutridas que las de la anterior huelga,convocando piquetes, manifestaciones y concentraciones a lo largo de todo el territorio español. En algunas localidades como en Castro Urdiales (Cantabria), la CNT fue el único sindicato que convocó manifestación, concentrando a unas quinientas personas en la manifestación

### Crisis de la AIT
Hacia el 2015-16, la CNT tuvo un enfrentamiento interno entre dos corrientes, que culminó con la expulsión o el abandono voluntario de más de una veintena de sindicatos. Los motivos y las características de esta crisis son diversos: según los expulsados se debía a que la CNT había entrado en una deriva que la alejaba del anarcosindicalismo y a que proliferaba en ella "la corrupción y el verticalismo". En cambio, la corriente mayoritaria defendía que los sindicatos desfederados lo fueron o bien por no pagar las cuotas o bien por no aceptar los acuerdos congresuales del X y XI Congreso, generando numerosos problemas internos con actitudes nadas constructivas. Además enfatizaba que la escasa afiliación de muchos de esos sindicatos expulsados y su falta de realidad sindical los convertía en una rémora para la Confederación, ya que eran más colectivos que sindicatos.
Por su parte, a nivel internacional, la CNT pretendía refundar la AIT por no estar sirviendo a los intereses del anarcosindicalismo. La razón argumentada por la CNT para ser expulsada por la AIT fue que no existía una sintonía entre el secretariado de la AIT con la Confederación, y que además éste había apoyado abierta o secretamente a los diversos sindicatos de los que conformarían la actual CNT-AIT. Por su parte, la AIT expulsó a la CNT por no pagar las cuotas correspondientes a la internacional. En definitiva, la crisis de la AIT provocó la salida no sólo de la CNT, sino también la de otros sindicatos como la Freie Arbeiter-Union alemana, la Federación Obrera Regional Argentina o la Unione Sindacale Italiana, a la sazón los más grandes de aquella internacional. En mayo de 2018 estas organizaciones fundaron la Confederación Internacional del Trabajo (CIT).El resto de la AIT quedó reducido a sindicatos con una escasa realidad sindical. 
En 2017 algunos de los sindicatos desfederados se organizaron junto con otros pertenecientes a la CNT para llevar a cabo un Congreso llamado "de re-estructuración" de cara a seguir militando como CNT y volver a entrar en la AIT, siendo finalmente aceptados por la misma como sección española. Además, la pequeña organización llamada CNT Catalunya (conocida como CNT de Joaquín Costa, como se ha dicho antes), que surgió de otra desfederación anterior en los años 90, ingresó a principios de 2019 con la CNT-AIT. Con todo ello, se fue conformando una nueva central sindical con presencia en diversos lugares del estado, si bien de tamaño bastante reducido. 
En definitiva, esto ha ocasionado que existan dos organizaciones diferentes que utilizan las siglas CNT y se consideren herederas de la CNT histórica: la CNT afiliada a la CIT, que utiliza normalmente la denominación CNT, y la CNT-AIT. Esto ha llevado a la CNT a denunciar a su escisión por la utilización de las mismas siglas alegando la confusión que se genera ante la gente externa a la organización. Los juicios se celebraron en 2024, dándole la justicia la razón a la Confederación. 

### En la actualidad
Desde 2017, por tanto, la CNT se ha centrado en consolidar y extender su modelo sindical que se basa en las secciones sindicales, cosa que le ha llevado a experimentar un crecimiento paulatino en afiliación. Fruto de ese crecimiento fueron los conflictos huelguísticos de Alumansa, Médicos sin Fronteras, Urbaser, Sunstransfers o Maygar. En 2021 la presión sindical en Mediapro, con convocatoria de huelga incluida, conllevó la firma de un nuevo convenio colectivo. De este convenio se cambiaron las condiciones laborales de seiscientos trabajadores, que ocasionó, entre otras cosas, subidas salariales.Además, esta central sindical fue una de las organizaciones convocantes de las huelgas feministas de 2018 y 2019. 
Entre los días 2 y 6 de diciembre de 2022 se celebró el XII Congreso de la CNT en el auditorio de Can Palots del municipio catalán de Canovellas. El congreso reunió a más de doscientos delegados de más de cuarenta localidades distintas.
Tras el congreso, y una vez aplicados sus acuerdos, tales como la Caja de Resistencia Confederal, también se está dando un crecimiento en los conflictos sindicales. Por ejemplo, en el 2024 tuvieron lugar huelgas en el Centro de Acogida Estels de El Masnou, Sevilla Control o en Litera Meat de Binéfar, el matadero más grande de Europa en esos momentos. Se puede observar que los conflictos son más largos, agrupan un mayor número de personas y movilizan más la comunidad.
También en ese año se conoció la sentencia del Tribunal Supremo sobre las denominadas "Las 6 de la Suiza", que son 6 personas que han sido condenadas a 3 años y medio cada una y a pagar una multa de 125.000 euros por coacciones y amenazas de los sindicalistas hacia los empresarios de la pasteleria gijonesa llamada La Suiza. Desde fuentes sindicales se considera esta condena como un castigo al sindicalismo. El sindicato convocó movilizaciones de protesta en Gijón, Madrid, Barcelona y muchas otras ciudades, protestando contra la resolución del Tribunal Supremo.

## Organización y funcionamiento

### Objetivos
En un plano formal, el objetivo principal de la CNT es el modelo de sociedad llamado comunismo libertario. Además, la CNT tiene otros objetivos parciales, que son:

- Desarrollar entre los trabajadores el espíritu de asociación, independientemente de su sexo, raza, nacionalidad, creencias políticas, filosóficas o religiosas.

- Difundir y fomentar entre los trabajadores la cultura y acción anarquistas, con el objetivo por un lado, de elevar su condición moral y material en la sociedad presente, y por otro, asumir los medios de producción y consumo en forma de colectivización autogestionada, implantando el anarcocomunismo.

- Practicar y fomentar el apoyo mutuo y la solidaridad entre los trabajadores/as, tanto en caso de huelga como en cualquier otra circunstancia.

- Mantener relaciones con todas aquellas organizaciones obreras afines la CNT por sus principios, tácticas y finalidades, ya sean nacionales o internacionales, para la común inteligencia que conduzca a la emancipación total de los trabajadores/as.

- Representar, defender y promocionar los intereses económicos, sociales, profesionales y culturales de sus afiliados, así como programar las acciones necesarias para conseguir las mejoras sociales y económicas, tanto para sus afiliados como para los trabajadores en general.

Para la consecución de estos propósitos, la Confederación utilizará siempre la Acción Directa, sin delegar las luchas económicas y sociales de los trabajadores en institución mediadora alguna despojando así la lucha obrera de toda injerencia política o religiosa.

Artículos 4.bis y 5 de la normativa orgánica aprobada en el X Congreso de la CNT

Los objetivos de la CNT no se limitan a las peticiones sindicales de corto plazo, sino que incluyen el deseo de organizar toda la sociedad a través de un sistema de organización también llamado sindicalismo revolucionario:

El anarcosindicalismo es una corriente de pensamiento que aparece a finales del siglo XIX y principios del XX. Tiene como características fundamentales:

- La intención de agrupar al mundo del trabajo para la defensa de sus intereses inmediatos y obtener mejoras en su calidad de vida. Para ello forma sindicatos.
- La creación de una estructura en la que no hay dirigentes ni poder ejecutivo.
- El deseo de transformación radical de la sociedad, transformación a la que se llega por medio de la Revolución Social. Sin finalidad transformadora no existe el anarcosindicalismo.

Otro nombre que recibe el anarcosindicalismo, es el de sindicalismo revolucionario.
Anarcosindicalismo básico

La organización tiene esbozado un sistema económico-social en un documento llamado «Concepto confederal del comunismo libertario», aprobado en 1936 y más tarde refrendado en 1979 y 1996, que consiste en una serie de ideas generales propuestas para la organización de una sociedad comunista libertaria.
Como organización que se inspira en las ideas anarquistas, se identifica también con las luchas de los diferentes movimientos sociales. De esta manera, la CNT defiende causas ajenas al mundo laboral como la dignidad de las personas recluidas en prisiones, las reivindicaciones ecologistas, la lucha contra la discriminación de la mujer, la oposición al militarismo o la ocupación.
La CNT es una organización de carácter internacionalista pero apoya el derecho a la autodeterminación de los pueblos y su soberanía respecto a los estados:

La anarcosindical es internacionalista, ve el mundo como un todo por encima de diferencias raciales, idiomáticas, culturales etc. En este sentido se opone a la opresión que ejercen los estados sobre los pueblos. Estamos en contra de que el Estado español oprima al pueblo vasco, a favor de que los pueblos vascos, catalanes, palestinos, saharauis, tibetanos, kurdos... sean dueños de sus destinos, se asienten en territorios más o menos delimitados, que participen de la riqueza de la sociedad en general, que se federen como quieran, que se independicen de los estados, pero igualmente nos opondríamos a la creación de un estado vasco, palestino, saharaui, kurdo... con su policía, ejército, moneda, gobierno, y aparato represivo.
Anarcosindicalismo básico

### Métodos
La CNT considera que los conflictos laborales deben solucionarse entre patrones y trabajadores, sin el concurso de intermediarios como organismos oficiales del Estado o sindicalistas profesionales. Por esta razón el sindicato es crítico con las elecciones sindicales y comités de empresa siendo partidario en su lugar de las asambleas de trabajadores, secciones sindicales y la acción directa, tendiendo también a evitar en la medida de lo posible las causas judiciales. Los cargos administrativos en el sindicato son rotatorios y no remunerados.
Se consideran más positivas las subidas de sueldo lineales que las porcentuales ya que las primeras tienden a favorecer la igualdad de salarios.
En la negociación colectiva, a menudo surgen diferencias y conflictos entre la empresa y el sindicato. La CNT recurre a métodos de presión como la propaganda de denuncia contra una empresa, la exhibición de pancartas delante de las sedes de empresas, el boicot a los productos que produce la empresa, la llamada a la solidaridad
con los trabajadores que se encuentran en problemas y, por último, la huelga. Durante las huelgas, pueden crearse cajas de resistencia para apoyar económicamente a los huelguistas y a sus familias. Actualmente la Confederación dispone de una Caja de Resistencia Confederal, que es empleada en las huelgas indefinidas en las empresas. 
La CNT se organiza en secciones sindicales, que entre todas las que hay en las empresas forman sindicatos de ramo. Esta táctica se adoptó hacia el año 1918, en los tiempos de las grandes luchas sociales del reinado de Alfonso XIII. En esa época las secciones se conocían como comités de fábrica. En su modelo de abajo a arriba, los conflictos escalaban desde los centros de trabajo a todos los sectores mediante huelgas de solidaridad. 

Arrecian las detenciones en ambos ramos, de manera que el de los fideeros, que englobaría a cuatrocientos oficiales, quedó imposibilitado para actuar por falta de gente. Pero entonces todo el ramo de alimentación se solidariza: los horneros, pasteleros, molineros, cubren las bajas de sus compañeros detenidos. Y los carpinteros, torneros, barnizadores, el ramo de la madera en pleno se vuelcan a relevar a los saboteadores. La huelga de los ebanistas duró diecisiete semanas. Hasta que los patronos aflojaron... Fue un triunfo arrollador. Y la lección de solidaridad fue, en rigor, la que impulsó la creación del Sindicato Único de la Madera —el que fue famoso—, y el de la Alimentación, apiñando a todos los sindicatos sectoriales.
Joan Ferrer, en La revuelta permanente de Baltasar Porcel

Aunque hubo casos de pistolerismo en la década de 1920, la CNT no promueve la violencia ni el ataque a personas.
Otros aspectos organizativos, son las federaciones de industria. Estas federaciones agrupan sindicatos del mismo ramo y se estructuran a gran escala, ya sea regional o confederal. Dentro de los postulados del sindicalismo revolucionario y del anarcosindicalismo, los sindicatos deberán prepararse para la autogestión de las empresas y de los sectores económicos. Por ello también se impulsan escuelas sindicales y consejos confederales de economía, como el que se creó en 1938 durante la guerra civil española. 
En este sentido, la CNT se entiende a sí misma no sólo como un sindicato reivindicativo, para defender los derechos laborales o civiles, sino también como un embrión de sociedad en el que los sindicatos serían la columna vertebral en caso de desarrollarse su socialismo. Por tanto, pretenden implantar el control sindical de la producción allá donde puedan y se rodean de otros tipos de estructuras sociales como las cooperativas de producción, consumo y crédito, mutualidades, ateneos, escuelas o comedores populares.

### Votaciones
Siempre que hay una votación, hay que saber que de lo que se discute es del problema del poder, y en la anarcosindical por tanto hay que procurar votar lo mínimo posible, y alcanzar acuerdos por consenso. Todas nuestras votaciones son abiertas, y a mano alzada. Nunca secretas.
Anarcosindicalismo básico

Por lo general, a nivel interno, en la CNT se evitan en la medida de lo posible las votaciones prefiriendo la fórmula de la decisión por consenso. Mientras este sistema es plausible en los sindicatos de base, en los escalafones más altos se funciona a nivel de representantes que se rigen por un sistema de mayorías:

El problema surge cuando las decisiones tienen que ser tomadas en plenos locales, regionales o congresos. Ya se ha explicado que la estructura básica de la CNT son los sindicatos de ramo y si no existen, los de oficios varios. Pues bien, no hay forma justa por la que las decisiones puedan ser tomadas en votación.

- Si cada sindicato dispone de un voto, un sindicato de 1000 afiliados dispondría de la misma capacidad de decisión de uno de 50. Dos sindicatos de 25 (2 votos) pueden imponer su opinión al de 1000 (1 voto).
- Si se vota por número de afiliados, un sindicato de 2000 afiliados tendría 2000 votos, y 100 sindicatos de 20 afiliados dispondrían de la misma capacidad de decisión de un solo sindicato. La distribución geográfica de 100 es mucho más amplia que la de 1, y un acuerdo obliga a todos por igual de forma que los sindicatos pequeños tienen la misma responsabilidad que los grandes, pero muchas más dificultades.
- Encontramos además el problema de las minorías. Un sindicato que en asamblea por ejemplo decidiera ir a una huelga por 400 votos contra 350, tendría que defender la postura de huelga, que es lo que ha salido en su asamblea. El sindicato B de la federación local dice que no a la huelga por cien contra 25. El sindicato C de la federación local dice que sí por unanimidad de 15 votos. Son dos sindicatos a favor de la huelga y uno en contra, y por lo tanto la huelga sería convocada si fuera un voto por sindicato. Pero sumando los votos negativos a la huelga, saldrían 450 votos en contra de la huelga y 440 a favor.

Anarcosindicalismo básico

| 1977-2010 | 1977-2010 | 1977-2010 |
| Desde     | Hasta     | Votos     |
| --------- | --------- | --------- |
| 15        | 20        | 2         |
| 21        | 30        | 3         |
| 31        | 40        | 4         |
| 41        | 50        | 5         |
| 51        | 60        | 6         |
| 61        | 70        | 7         |
| 71        | 80        | 8         |
| 81        | 90        | 9         |
| 91        | 100       | 10        |
| 101       | 150       | 11        |
| 151       | 200       | 12        |
| >200      |           | 13        |

Para minimizar en lo posible estos problemas se utiliza un sistema de votación proporcional basado en el número de cotizantes de cada sindicato, según se muestra en la tabla de la izquierda.
Sin embargo el sistema no es infalible y puede propiciar situaciones discriminatorias para con los sindicatos con mayor número de afiliaciones:

Este sistema beneficia a las minorías, pero sigue siendo muy discutible. Por ejemplo, diez sindicatos con 25 cotizantes, que sumarían 250 cuotas tienen 10 votos. Más que uno de 2500, que con 10 veces más cuotas sólo tiene derecho a 7 votos.
Anarcosindicalismo básico

En la CNT se considera que esto no es excesivamente grave, pues normalmente los acuerdos se consensúan tras largas discusiones, aunque se admite que el sistema podría ser mejorado:

El porqué no se busca otro sistema, es porque hoy día no es necesario. Los acuerdos se consensúan tras discusiones que pueden parecer absurdas a los que empiezan en la anarcosindical, pero que son sumamente importantes para el sindicato o regional que las defiende. De todas formas no estaría de más que alguien pensara algo al respecto.
Anarcosindicalismo básico

En el X Congreso de la CNT, celebrado en Córdoba en 2010, se modificó la proporcionalidad, eliminando ese mayor peso que recibían los sindicatos pequeños y volviendo a una proporcionalidad directa como la que caracterizó a la CNT en sus primeros años. A continuación, los votos para los plenos locales, regionales y confederales, así como para los congresos:
| A partir de 2010 | A partir de 2010 | A partir de 2010 |
| ---------------- | ---------------- | ---------------- |
| Desde            | Hasta            | Votos            |
| 15               | 20               | 2                |
| 21               | 30               | 3                |
| 31               | 40               | 4                |
| 41               | 50               | 5                |
| 51               | 60               | 6                |
| 61               | 70               | 7                |
| 71               | 80               | 8                |
| 81               | 90               | 9                |
| 91               | 100              | 10               |
| 101              | 150              | 11               |
| 151              | 250              | 12               |
| 251              | 500              | 13               |
| 501              | 1000             | 14               |
| >1000            |                  | 15               |

### Afiliación y militancia
Art. 9. A los sindicatos que forman la CNT se puede afiliar toda persona por el simple hecho de ser trabajadora, independientemente de sus creencias políticas, religiosas o filosóficas. Se entiende por persona trabajadora la que es asalariada, autónoma sin asalariados o profesional liberal, en activo o en paro, es decir, a toda aquella que no es ni patrón ni explotador.

Art. 10. No se podrán afiliar a los sindicatos que forman la CNT los miembros de las Fuerzas Armadas, de las Fuerzas de seguridad del estado, de cuerpos de policía privada, ni los carceleros, y en general todos aquellos que desarrollan tareas represivas. Tampoco podrán afiliarse las personas que estén afiliadas a cualquier otro sindicato o que hayan sido expulsadas de cualquier sindicato de la CNT.

Art. 13. Las personas afiliadas a CNT y que lo estén a la vez en partidos políticos o sectas religiosas no podrán ostentar cargos orgánicos. Tampoco podrán hacerlo aquellos afiliados que a su vez desempeñen cargos en cualquier otra organización a la que estén afiliados al mismo tiempo.

Art. 165. Podrán ser motivos de expulsión o inhabilitación de los afiliados, según la gravedad que se estime en cada caso, las siguientes:

...

i) La doble afiliación a CNT y a cualquier otro sindicato.

...

Artículos Artículos 9, 10, 13 y 165 de la normativa orgánica aprobada en el X Congreso de la CNT

La CNT no da estadísticas oficiales de su afiliación. Por las características diferenciales de este sindicato, en el que no todos los que se consideran cenetistas cotizan y/o participan con el mismo compromiso en la organización, las estimaciones de los propios afiliados se mueven en horquillas muy amplias. Según el Secretario de Relaciones Exteriores en el año 2016 la CNT cerca de 5000 afiliados,y para 2023 ya era más del doble. 

## Estructura
La estructura organizativa de la CNT está pensada para prevenir en la medida de lo posible la burocracia y los liderazgos, y para representar en la medida de lo posible a las minorías.
Territorialmente, la CNT se estructura a través de confederaciones regionales, que son el conjunto de sindicatos de una misma región. Luego, el conjunto de estas regionales es el que conforma la Confederación Nacional del Trabajo.

#### Internacional
La organización federal se traslada a un plano internacional mediante la pertenencia de la CNT a la Confederación Internacional del Trabajo o CIT por sus siglas, que es una organización a nivel mundial a la que acuden delegaciones de las anarcosindicales de los distintos países. En la actualidad la CIT se forma a partir de diversos sindicatos: como la FORA (Argentina), la FAU (Alemania), la USI (Italia), ESE (Grecia), IP (Polonia), IWW (Gran Bretaña e Irlanda) y IWW (Norteamérica), además de la propia CNT. 

### Comité y secretarías
Dentro de los sindicatos, entre la afiliación se elige un comité para desempeñar distintas funciones y relacionarse con el resto de entidades federadas. Se eligen en asamblea, suelen estar durante un periodo de dos años y su cargo está en todo momento a disposición de quienes les nombraron. No cuentan con poder de decisión y el voto de cada miembro del comité vale lo mismo que el de cualquier afiliado.
| Congreso     | Año  | Localidad                   | Fechas                         |
| ------------ | ---- | --------------------------- | ------------------------------ |
| Constitución | 1910 | Barcelona                   | 30 de octubre - 1 de noviembre |
| I            | 1911 | Barcelona                   | 8 - 11 de septiembre           |
| II           | 1919 | Madrid                      | 10 - 18 de diciembre           |
| III          | 1931 | Madrid                      | 11 - 16 de junio               |
| IV           | 1936 | Zaragoza                    | 1 - 10 de mayo                 |
| V            | 1979 | Madrid                      | 8 - 16 de diciembre            |
| VI           | 1983 | Barcelona                   | 12 - 16 de enero               |
| VII          | 1990 | Bilbao                      | 12 - 15 de abril               |
| VIII         | 1995 | Granada                     | 6 - 10 de diciembre            |
| IX           | 2002 | Perlora (Carreño, Asturias) | 1 - 3 de noviembre             |
| X            | 2010 | Córdoba                     | 4-8 de diciembre               |
| XI           | 2015 | Zaragoza                    | 4-8 de diciembre               |
| XII          | 2022 | Canovellas                  | 2-6 de diciembre               |

#### Congreso de la CNT
Al congreso de la CNT acuden representaciones directas de los sindicatos con acuerdos tomados por escrito en asamblea previa. El congreso tiene entre sus atribuciones decidir sobre la actividad general de la CNT y puede nombrar un nuevo comité nacional. Desde la fundación de la CNT en 1910 se han celebrado doce congresos, además del congreso de constitución de la organización.

### Otros organismos

#### Medios de comunicación
La CNT cuenta con un periódico conocido como el CNT o periódico CNT que funciona de forma autónoma. Se elige su dirección y localidad de residencia en un congreso o pleno nacional. La dirección se ocupa de la distribución, impresión, venta, administración de las suscripciones y recepción de artículos para el periódico. El director elegido para el periódico acude a las reuniones del comité nacional de la CNT con voz pero sin voto. El secretario general de la CNT es la persona ocupada de redactar el editorial del periódico. El CNT tiene una periodicidad mensual, se edita con una licencia Creative Commons de carácter copyleft y además de en papel se puede leer en Internet.
Los sindicatos y organismos que forman parte de la CNT pueden tener también sus propios medios de expresión. Solidaridad Obrera es el periódico de la Confederación Regional de Trabajo de Cataluña y es el órgano de expresión de los sindicatos federados a la anarcosindical más antiguo, datando su fundación del año 1907. Otros medios son La tira de papel, el boletín de la Coordinadora Nacional de Artes Gráficas, Comunicación y Espectáculos, Cenit, el periódico de la regional exterior o Bicel, el boletín editado por la Fundación Anselmo Lorenzo y el periódico Extremadura libre, periódico de la regional extremeña.

#### Fundación Anselmo Lorenzo
Una de las prioridades de la CNT expuestas en los acuerdos del VIII congreso en Granada es las de recuperar la memoria histórica del anarquismo español. La principal forma de la CNT de trabajar en ese campo es el desarrollo de proyectos a través de la Fundación Anselmo Lorenzo o FAL.

## Coincidencias y diferencias con la CGT

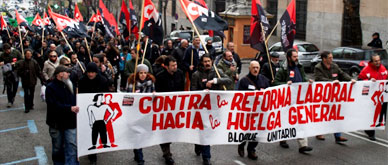
Bloque conjunto entre la CNT y otros sindicatos anarquistas en una manifestación por la huelga general en España.

Algunas personas pueden tener tendencia a creer que la Confederación General del Trabajo (CGT) ha sustituido a la CNT, o que actualmente ambas son lo mismo. No obstante, aparte de su relación histórica y que ambas se proclaman anarcosindicalistas, son dos organizaciones distintas. 
La CNT se opone a las elecciones sindicales, a recibir subvenciones y a tener liberados sindicales, apostando por la acción directa para mantener una autonomía total del Estado y de las empresas, que son quienes pagan los salarios de estos delegados. La CGT, en cambio, participa en las elecciones sindicales, recibe subvenciones estatales por participar en ellas, y tiene liberados sindicales a tiempo parcial y completo.
La clave de esta diferencia radica en la aceptación por parte de la CGT de los comités de empresa, también conocida como representación unitaria. La representación unitaria representa a todos los trabajadores/as y es elegida por y entre ellos. Sus órganos de representación, los comités de empresa, se componen de un número de delegados determinado por el tamaño de la empresa.
En cambio la CNT apuesta por la representación sindical y, a ser posible, por la asamblea de trabajadores. El problema con los comités es que desatan una competencia electoral entre los distintos sindicatos que se disputan el voto de los trabajadores trasladando el "parlamentarismo burgués" a los centros de trabajo. La CNT apuesta, en cambio, por las secciones sindicales, que son la parte fundamental de su modelo sindical. En esas secciones los delegados de la sección están a disposición por un lado, de la sección misma, y, por el otro, participan en la vida orgánica del sindicato trazando estrategias en la suya o en otras empresas donde el sindicato tiene implantación. La sección sindical puede llegar a negociar con la empresa ventajas extra-estatutarias (al margen del Estatuto de los Trabajadores) o un convenio propio aplicado solamente para sus afiliados. Todo depende de la correlación de fuerzas alcanzada por la sección dentro de la empresa.
La CGT argumenta que sus delegados en los comités están a disposición de la plantilla y que pueden ser revocados en cualquier momento. Otro de los beneficios de los delegados de los comités son las horas sindicales, que las deberían dedicar a cuestiones sindicales en vez de trabajar para la empresa. Los comités, además, tienen acceso a cierta información relevante de la empresa. 
Por contra, la CNT, ve problemático el comité desde que a nivel legal se protege a los miembros de los comités, pudiendo éstos declararse en rebeldía respecto a su sindicato, ya que el puesto en el comité se le concede a la persona y no a la organización. Otro aspecto que critica es que la empresa se puede librar de ciertos sindicalistas reivindicativos dejándoles horas para que se las dediquen a su sindicato, en lugar de organizar a la plantilla. Y de aquí se deriva también la contradicción que supone que la empresa deba pagar estas horas, con lo que puede suponer de trato de favores y pactos de la empresa con el comité. 
Por tanto, CNT prefiere dirigir la lucha sindical desde sus secciones sindicales, que en la práctica son organismos de base, democráticos y cuyos delegados obedecen a la asamblea de la sección y no le deben nada a la empresa. 

## Símbolos y cultura

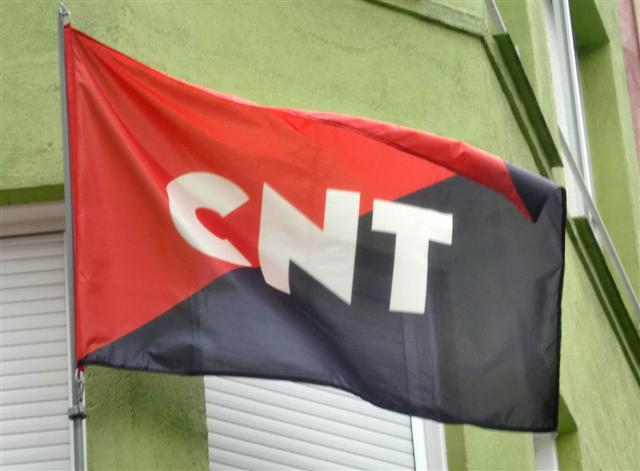
Bandera de la CNT ondeando en su sede de Bilbao.

La CNT, como parte de su interés en una transformación radical de la sociedad, ha pretendido que la cultura y el libre conocimiento fuesen accesibles a los trabajadores, labor que se ha desarrollado a través del apoyo a los ateneos populares. A través de la Fundación Anselmo Lorenzo la CNT gestiona su patrimonio cultural, edita libros y organiza charlas y coloquios. También desde algunas secciones de la CNT se ha apoyado y promovido el esperanto.
La bandera de la CNT es la tradicional del anarcosindicalismo que une en diagonal, como negación del nacionalismo y reafirmación del internacionalismo, el color rojo del movimiento obrero y el negro del anarquismo.
El himno de la CNT es la célebre canción conocida como «A las barricadas», compuesta por el poeta polaco Wacław Święcicki en 1883 con el nombre de Warschawjanka y cuya letra fue adaptada al castellano por Valeriano Orobón Fernández, publicándose junto a unos arreglos musicales para coro mixto de Ángel Miret en 1933.
Los aficionados a la filatelia pueden disfrutar de los sellos con motivos de la CNT que se emitieron durante la guerra civil española. También existe una amplia variedad de carteles, entradas de cine y otros objetos de coleccionista relacionados con las empresas que fueron colectivizadas durante la Revolución Española de 1936.

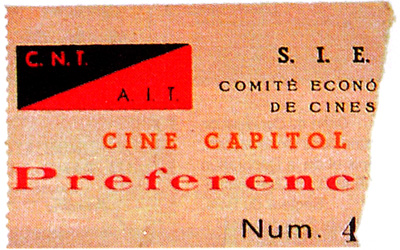
Entrada de un cine gestionado por la CNT en Barcelona durante la guerra civil española.

George Orwell, que luchó en la guerra civil española en las milicias del POUM —un partido marxista revolucionario cuyos militantes fueron aliados de la CNT durante la revolución y al que pertenecía el que fuera antiguo secretario general del sindicato Andrés Nin— describió en su libro Homenaje a Cataluña los días de la Barcelona volcada con la CNT y el anarquismo. En el capítulo noveno del mencionado libro comenta que "De acuerdo con mis preferencias puramente personales, me hubiera gustado unirme a los anarquistas".
Robert Capa retrató la muerte del miliciano Federico Borrell García durante la guerra civil española en la instantánea titulada Muerte de un miliciano, fotografía que ha dado la vuelta al mundo y se ha convertido en una imagen mítica que muestra la fatalidad de la guerra.
En 1936 se colectivizó la industria cinematográfica de tal manera que se creó SIE Films y se produjeron cortometrajes como En la brecha (1937). La CNT se ha visto reflejada en el cine español reciente a través de la película Libertarias (1996), de Vicente Aranda, en la que se muestra a un grupo de milicianas en el frente de Aragón durante la guerra civil española. También se han rodado numerosos documentales y entrevistas sobre el anarquismo en España.

### Fundación Anselmo Lorenzo
La Fundación de Estudios Libertarios Anselmo Lorenzo, más conocida como Fundación Anselmo Lorenzo o FAL (por sus siglas), es una organización cultural creada por la Confederación Nacional del Trabajo en 1987 y dependiente de la misma. En la actualidad, la sede principal de la fundación está en la calle Peñuelas, 41 de Madrid (España). La sede de su archivo se encuentra en Yuncler, Toledo. Está considerada como la mayor fundación de estudios del anarcosindicalismo de España y una de las más importantes del mundo.

### Teatro de la CNT de Logroño
El ansia por la educación y la cultura que desde sus inicios distinguió al sindicato se plasmó en Logroño, capital de La Rioja, en un edificio singular y relevante en la vida cultural de esa ciudad. En 1914 la Federación de Sociedades Obreras de la provincia de Logroño establece su sede en el edificio número 9 de la calle Pablo Iglesias, legada en testamento por una mujer viuda con recursos económicos amplios. La finca, de unos 700 metros cuadrados, estaba conformada por un edificio de dos plantas y un ático, que ocupaba 200 metros cuadrados, un patio de 100 metros cuadrados y huerto de 400 metros cuadrados.
En 1931 la CNT de Logroño, que contaba entonces con más de 3000 afiliados y con una amplia implantación en La Rioja, presenta el proyecto de construcción de un salón de actos y otras estancias culturales firmado por el arquitecto Gonzalo Cadarso García-Jalón. El objetivo de este proyecto era el ofrecer una alternativa de cultura y educación obrera frente a los otros dos teatros que había en la ciudad, uno destinado a las clases altas y burguesía de la ciudad y otra a los círculos católicos más conservadores. El edificio se costeó mediante la aportación de las cuotas de los afiliados de la CNT y se construyó con la mano de obra voluntaria de sus militantes, sería llamado con el nombre de "Ideal Cinema".
El edificio, existente en la actualidad, constaba de una sala de teatro ubicada en el semisótano, con un aforo de 430 butacas y un escenario a la italiana de 6,40 metros de boca con una corbata de 1,3 metros y foso para orquesta. La caja escénica tenía peine con telar con no menos de seis varas, hombros amplios y ropa compuesta por tres pares de patas y bambalinas, telón de foro, telón de escena y bambalinón. El patio de butacas constaba de platea y palcos. Los camerinos se ubican en el piso de abajo. En el ambigú no se servía alcohol.
Completaban las instalaciones, un amplio salón multifuncional ubicado en la planta superior en el que se puso en marcha una escuela racionalista, según los principios pedagógicos de Francisco Ferrer Guardia y una biblioteca.
El 19 de julio de 1936 las tropas carlistas de Navarra, alzadas contra el gobierno de la Segunda República Española, toman Logroño e intervienen el edificio desmantelándolo y destruyendo su biblioteca. Finalmente pasaría a manos de Falange Española y de las JONS, que haría de él su sede y la de los organismos que de ella dependían. La escuela se convirtió en gimnasio donde se practicaba boxeo. El teatro siguió con su función, dando servicio a todos los eventos que el régimen franquista organizaba y abriéndose, poco a poco, a una organización cultural más independiente.
A finales de la década de 1960 los falangistas se lo venden a la Obra Sindical Cooperación, quien lo destina a cooperativa de alimentación. Se desmantela toda la sala y se convierte en el primer supermercado de Logroño. Pocos años después quiebra la cooperativa de alimentación, denominada San José, y el edificio queda abandonado y es reclamado por la CNT, ya legalizada. El 1 de mayo de 1978, tras no llegarse a ningún acuerdo tras varias reuniones entre la CNT, la cooperativa y el Ayuntamiento de Logroño, en las que la CNT reconoce la propiedad de la cooperativa mediante una venta fraudulenta y en las que la cooperativa reconoce la legítima propiedad de la CNT, a quien se le incautó ilegalmente; la CNT toma el edificio y ejerce un periodo de ocupación, pasando, después de algún tiempo, a ser de nuevo de su propiedad.
La CNT vuelve a reconstruir el teatro, denominándolo "Salón Buenaventura" en honor a Buenaventura Durruti, y abrirlo de nuevo a la cultura y las artes escénicas.